# Титово (Костанайская область)
Титово (каз. Титов) — упразднённое село в Камыстинском районе Костанайской области Казахстана. Ликвидировано в 1990-е годы.

## Население
По переписи 1989 года в селе проживало 2 человека. Национальный состав: белорусы — 50 %, молдаване — 50 %.